# 乔诗语
乔诗语（1986年8月3日—），女，生于山东青岛，中国配音演员。毕业于北京师范大学表演系，现为配音团队729声工场成员。
大学时在台词老师、配音演员边江影响下接触配音行业。乔诗语以为多部热门电视剧女主角配音而知名，并以活泼天真的女主见长。而她与季冠霖，及另两位男配音演员张杰、边江分别组合为多部电视剧男女主角配音，故网友戏称中国电视剧都是他们四人在谈恋爱。

## 配音作品

### 电视剧
2023年
- 《灼灼风流》慕灼华（景甜 饰）

2022年
- 《驭鲛记》纪云禾（迪丽热巴 饰）
- 《祝卿好》劉冷（袁冰妍 饰）

2021年
- 《玲珑》银妆（蔡文静 饰）
- 《只是結婚關係》顧兮兮（王玉雯 饰）
- 《卿卿我心》路卿卿（程瀟 饰）
- 《斗罗大陆》小舞（吴宣仪 饰）
- 《十二谭》夜明（古力娜扎 饰）
- 《長歌行》李長歌（迪丽热巴 饰）
- 《山河令》柳千巧（柯乃予 饰）
- 《小女霓裳》謝小霓（厲嘉琪 饰）
- 《玉昭令第一季&第二季》端木翠（张艺上 饰）

2020年
- 《離人心上》徐初月（胡意旋 饰）
- 《三生三世枕上書》白凤九（迪丽热巴 饰）
- 《鳳歸四時歌》聞素錦、錦言（許雅婷 饰）
- 《青青子衿》聞人姝（雨婷兒 飾）
- 《錦繡南歌》沈樂清（關雪盈 飾）
- 《琉璃》褚璇璣（袁冰妍 饰）
- 《仲夏满天心》程莎莎（周俐葳 饰）
- 《如意芳霏》齊竺（王奕婷 饰）
- 《燕云台》萧燕燕（唐嫣 饰）

2019年
- 《陳情令》溫情（孟子義 饰）
- 《燕阳春》樊月（屈玥 饰）
- 《築夢情緣》傅函君（楊冪 饰）
- 《招搖》路招搖（白鹿 饰）
- 《十年三月三十日》袁莱（古力娜扎 饰）

2018年
- 《拜见宫主大人》李清雪（李诺 饰）
- 《戴流苏耳环的少女》阮清恬（吴映洁 饰）
- 《你和我的倾城時光》林浅（赵丽颖 饰）
- 《将夜》唐小棠（廖语辰 饰）
- 《回到明朝当王爷之杨凌传》柳绯舞（靳梦楠 饰）
- 《斗破苍穹》小医仙（李沁 饰）
- 《苏茉儿传奇》布木布泰（刘芊含 饰）
- 《東山晴後雪》趙曉晴（李溪芮 饰）
- 《独孤天下》独孤伽罗（胡冰卿 饰）
- 《烈火如歌》烈如歌（迪麗熱巴 饰）
- 《人生若如初相见》范燕云（郑罗茜 饰）
- 《新笑傲江湖》蓝凤凰（刘珈彤 饰）
- 《幸福巧克力》钟款款（辛芷蕾 饰）
- 《热血狂篮》裴晨冰（邢菲 饰）

2017年
- 《囧女翻身之嗨如花》魯如花（祝緒丹 饰）
- 《楚喬傳》楚喬/星兒/荊小六（趙麗穎 饰）
- 《孤芳不自赏》燕十三娘（刘萌萌 饰）
- 《遇见爱情的利先生》裴旖旎（陈芋米 饰）
- 《大唐荣耀》慕容林致（舒畅 饰）
- 《三生三世十里桃花》白凤九（迪丽热巴 饰）
- 《云巅之上》简兮（袁姗姗 饰）
- 《糊涂县令郑板桥》饶小梅（柴碧云 饰）
- 《奇星記之鮮衣怒馬少年時》紫蘇公主（鄭合惠子 饰）
- 《龍珠傳奇》李易歡（楊紫 飾）
- 《軒轅劍之漢之雲》耶亞希（關曉彤 飾）
- 《思美人》浴蘭（吳恙 飾）
- 《一粒紅塵》葉昭覺（穎兒 飾）
- 《通天狄仁傑》慕容清（闞清子 飾）
- 《獨步天下》東哥、步悠然（唐藝昕 飾）
- 《將軍在上》范二娘（王翊丹 飾）
- 《上古情歌》亦篱（吳倩 飾）
- 《新俠客行》丁璫（張嘉倪 飾）
- 《开封府传奇》雨柔（张檬 饰）
- 《大清神捕》白雪晴（李墨之 饰）
- 《极光之恋》丁桐（张熙媛 饰）
- 《大话西游之爱你一万年》白晶晶（王沛然 饰）
- 《天泪传奇之凤凰无双》云乐（刘美含 饰）
- 《拜见宫主大人》李清雪（李诺 饰）
- 《国士无双黄飞鸿》十三姨（郭碧婷 饰）
- 《花谢花飞花满天》倾城公主（李心艾 饰）
- 《那刻的怦然心动》李晨音（阚清子 饰）
- 《女管家》肖若云（端木崇慧 饰）

2016年
- 《天天有喜2之人间有爱》白雪（郑爽 饰）
- 《五鼠闹东京》丁月华（郑爽 饰）
- 《寂寞空庭春欲晚》卫琳琅（郑爽 饰）、小良儿（葛莉莎 饰）
- 《煮妇神探》李亚飞（刘萌萌 饰）
- 《女医·明妃传》脱不花（冯丽丽 饰）
- 《少帅》表嫂 柳岩 谷瑞玉（汤晶媚 饰）
- 《爱的阶梯》陈秋妍（张檬 饰）
- 《山海经之赤影传说》苏茉（古力娜扎 饰）
- 《六扇门》曹懿恩（孙耀琦 饰）、龚芮溪（郭芮溪 饰）
- 《怒江之战》苏卓妍（王妍之 饰）
- 《秀丽江山之长歌行》琥珀（戴君竹 饰）
- 《我的朋友陈白露小姐》海棠（张天爱 饰）
- 《新边城浪子》丁灵琳（贡米 饰）
- 《老九门》尹新月（赵丽颖  饰）
- 《幻城》艳炟（张萌 饰）
- 《我的奇妙男友》田净植（吴倩 饰）
- 《遥远的距离》郑海琼（姜帆 饰）
- 《纳妾记第二季》宋芸儿（雨婷儿 饰）
- 《纳妾记第三季》宋芸儿（雨婷儿 饰）
- 《锦绣未央》李常茹（毛晓彤 饰）
- 《美人私房菜》宋玉蝶（郑爽 饰）
- 《飞刀又见飞刀》方可可（吴映洁 饰）

2015年
- 《新甘十九妹》迟兰心（任晗 饰）
- 《爸爸父亲爹》宁雅芝（郑逸桐 饰）
- 《千金女贼》蒋心（唐嫣 饰）
- 《医馆笑传》聂紫衣（赵圆瑗 饰）
- 《转身说爱你》陈小冰（晨梓妍 饰）
- 《少年四大名捕》凌依依（吳映潔 饰）
- 《抓住彩虹的男人》吴彩虹（郑爽 饰）
- 《偏偏喜欢你》萧晗（郑爽 饰）
- 《风云天地》唐一一（唐嫣 饰）、潘笑琪（胡然 饰）
- 《金玉瑶》赵楚（周牧茵 饰）
- 《茧镇奇缘》杜春晓（宋茜 饰）
- 《大汉情缘之云中歌》云歌（杨颖 饰）
- 《班淑传奇》班淑（景甜 饰）
- 《吉祥天宝》孟小蝶（陈昱霖 饰）
- 《华丽上班族》琪琪（吴佩柔 饰）
- 《天地情缘》原月筝（李晟 饰）
- 《华胥引之绝爱之城》叶蓁/君拂（林源 饰）
- 《太子妃升职记》张芃芃（张天爱 饰）
- 《幸福归来》鱼幼薇（李沁 饰）
- 《抗倭英雄戚继光》沈黛云（吕一 饰）
- 《花火》魏薇（李心艾 饰）
- 《神犬小七》丁涵（郭碧婷 饰）
- 《多情江山》宋扣扣（韩悦 饰）
- 《灵魂摆渡》阿茶（陈洁 饰）
- 《盗墓笔记》陈丞澄（孙耀琦 饰）
- 《绝命追踪》曾若兰（刘圆媛 饰）
- 《野山鹰》野山鹰（杨舒 饰）
- 《我在锡林郭勒等你》韩笑（黄圣依 饰）
- 《碧血书香梦》宣敏玥（吴倩 饰）
- 《纳妾记》宋芸儿（雨婷儿 饰）
- 《调皮王妃》尹晴柔（邓琳 饰）

2014年
- 《金玉良缘》玉麒麟（唐嫣饰）
- 《宫锁连城》连城（袁姗姗饰）
- 《新京华烟云》牛素云（李曼饰）
- 《大当家》桂花香（谭松韵饰）
- 《火线英雄》田恬（蔡文静饰）
- 《古剑奇谭》风晴雪（杨幂饰）
- 《少年神探狄仁杰》童梦瑶（孙骁骁饰）
- 《新济公活佛》金玉云（郑宜涵饰）
- 《把爱带回家》金元满（沈梦辰饰）
- 《因为爱情有奇迹》安琪媛（赵韩樱子饰）
- 《美人制造》东方秀（邓莎饰）
- 《鹿鼎记》双儿（张檬饰）
- 《镖门》戴戎（刘一含饰）
- 《武媚娘传奇》萧蔷（孙佳奇饰）
- 《神雕侠侣》洪凌波（曹馨月饰）
- 《格子间女人》谭斌（唐嫣饰）

2013年
- 《陆贞传奇》何丹娘（吳映潔饰）
- 《笑傲江湖》任盈盈/雪心（袁姗姗饰）
- 《画皮之真爱无悔》彩雀（戴君竹饰）
- 《落跑甜心》徐令娜（郑靓歆饰）
- 《烽火佳人》青萍（吴谨言饰）
- 《天才碰麻瓜》谢嘉诺（姜瑞佳饰）
- 《追鱼传奇》红绫（趙麗穎饰）
- 《最美的时光》徐怜霜（韩熙庭饰）
- 《转身说爱你》贝贝（江语晨饰）
- 《大江东去》 邵华英、卢振玉

2012年
- 《宫锁珠帘》怜儿（袁姗姗饰）、洛晴川（杨幂 饰）
- 《王的女人》戚喜冰（金莎饰）
- 《偏偏爱上你》李佳萱（辛芷蕾 饰）
- 《美人无泪》大玉儿/秀珍（袁姗姗 饰）
- 《倾城雪》江嘉沅（董洁 饰）
- 《天涯明月刀》小雨（王佳卉 饰）
- 《梦回唐朝》春喜（李倩饰）
- 《倾城绝恋》美璃（李晟饰）
- 《赏金猎人》杜雨涵（颖儿 饰）
- 《乱世佳人》徐娜（徐麒雯饰）
- 《搜神记》香药（陈紫函饰）
- 《箭在弦上》徐二航（潘之琳 饰）
- 《童话二分之一》京麒（刘美含 饰）、安琪儿（郑爽 饰）
- 《我家有喜》白水喜（海陆饰）
- 《宝贝妈妈宝贝女》连子（孙骁骁饰）
- 《囧人的幸福生活》韩夏（郝洛钒 饰）
- 《如意》佟丝若（吕佳容 饰）
- 《三进山城》何春兰（方安娜 饰）
- 《王者清风》宋田田（蒋梦婕 饰）

2011年
- 《千山暮雪》童雪（徐黄丽、穎兒 饰）
- 《爱情睡醒了》刘小贝（唐嫣 饰）
- 《正义联盟》
- 《大唐双龙传之长生诀》单婉晶（姜宇清 饰）
- 《唐宮美人天下》贺兰心儿（李小璐 饰）
- 《中国1921》蔡畅（张琰琰 饰）
- 《宫》洛晴川、花影（杨幂 饰）
- 《一不小心爱上你》秦晴、蓝晴晴（江铠同 饰）
- 《夏家三千金》夏天美（唐嫣 饰）
- 《春光灿烂猪九妹》猪九妹（陈乔恩 饰）
- 《十二生肖传奇》小鱼儿（郑伟 饰）
- 《後宮甄嬛傳》夏冬春（穎兒 饰）、剪秋（杨凯淳 饰）、花穗（何梦婷 饰）、斐雯（程楠 饰）

2010年
- 《一起又看流星雨》楚雨荨（郑爽 饰）
- 《远古的传说》二仙女（吴辰君 饰）
- 《国色天香》四喜（方川 饰）
- 《欢喜婆婆俏媳妇》钱满贯（第5集18分13—23秒）（胡杏兒 饰）
- 《孔雀翎》周大娘（王一淼 饰）
- 《神医大道公》白虎（陈佳佳 饰）
- 《佳期如梦》Ann（趙麗穎 饰）
- 《秋霜》费华（唐一菲 饰）

2009年
- 《一起来看流星雨》楚雨荨（郑爽 饰）
- 《神探狄仁杰前传》乔飞燕（吴婷 饰）、锦媛公主（张蓓蓓 饰）双喜
- 《男儿本色》周佩瑛（杨净如 饰）
- 《虾球传》伍丽（曾寶儀 饰）
- 《幸福一定强》季淑婷（李金铭 饰）
- 《封神榜之武王伐纣》哪吒（冼色丽 饰）
- 《四世同堂》招弟（路晨 饰）
- 《爱没有错》东晟职员（第17集结尾）
- 《铁齿铜牙纪晓岚4》爱月（第1集38分左右）

2008年
- 《书剑恩仇录》周琦（李呈媛 饰）
- 《母仪天下》班婕妤（田野 饰）、银欢（赵扬 饰）、琼儿（甄真 饰）
- 《震撼世界的七日》钟燕子（高斯 饰）、洛佳琪（李恬雨 饰）、冯倪（贾晓晨 饰）、赵雪（刘渝 饰）、赵小丽（陈亦然 饰）、导游胡真真、货车上白衣同学、小女孩司凝
- 《漕运码头》夏雪儿（周筠 饰）

2007年
- 《浓情一生》职员

### 电影

#### 国产片
2007年
- 《侠侣探案之寿宴丧钟》郑如茵 （陈炳均 饰）

2011年
- 《巴黎宝贝》 艾米 （克莱曼斯·圣-皮瑞 饰）
- 《孤岛惊魂》 关至纯 （蔡淑臻 饰）

2013年
- 《孤岛惊魂2》 周晴 （邓家佳 饰）

#### 译制片
2006年
- 《录取通知》 罗里 （马丽亚·泰耶尔 饰）

2008年
- 《谎言之躯》 爱伊莎 （格什菲·法拉哈尼 饰）

#### 电视电影
- 辽宁卫视《王刚讲故事》系列，内蒙古卫视《儿女传奇》系列，广东卫视《活力影院》
- 《大明嫔妃》 姚芊芊（陈一诺 饰）赵紫青
- 《狼牙魔咒》 穆兰（李茜 饰）
- 《天赐情缘》 岳弯弯（陈真希 饰）
- 《真命天妃》 沈月牙 （李明慧 饰）
- 《梦断韶华》 水寒 （何杜娟 饰）

### 网络剧
- 《仙剑客棧》 小蛮(七夜娃娃 飾)
- 《器靈》 凰木凝雨(李诺 飾)

### 动画
※粗體字表示說明飾演的主要角色

#### 網路動畫
- 《狐妖小红娘》涂山容容、李慕塵
- 《時空使徒》左安琪
- 《銀之守墓人》華羚
- 《槍神記》米婭
- 《魔道祖師》溫情
- 《全職高手》唐柔
- 《全職高手2》唐柔
- 《阿拉德：宿命之门》莫小方
- 《降灵记》画玖
- 《我家大師兄腦子有坑 特別篇》易相逢
- 《我家大師兄是個反派》易相逢
- 《一念永恆》周心琪
- 《廚神小當家》周梅麗
- 《凡人修仙傳》墨彩環
- 《LALALACOCO》可可

#### 动画电影
- 《魁拔》群众配音
- 《摩尔庄园冰世纪》小白熊
- 《摩尔庄园海妖的宝藏》摩乐乐

#### 动画电视
- 2011年《天眼神兔》 神兔
- 2011年《加菲猫的幸福生活》 朱莉、小女孩、小男孩、主持人等
- 2011年《秦汉英雄传》 海姑
- 2011年《天眼神兔》 天眼神兔
- 2011年《饼干警长》 饼干女王、花大姐
- 2011年《魔角侦探2》阿佩
- 2012年《水漫金山》 小青
- 2013年《哆啦A梦》（水田版） 哆啦美[來源請求]

### 游戏

#### 单机游戏
- 2007年《仙劍奇俠傳四》夙玉、楚碧痕
- 2011年《仙劍奇俠傳五》小蛮（第二女主角）大陆版[4]
- 2013年《仙劍奇俠傳五前傳-情蠱非蠱》孟韶華
- 2014年《新剑侠传奇》温酾酒
- 2014年《两小时黎明》艾丽
- 2015年《仙劍奇俠傳六》洛昭言

#### 网络游戏
- 2013年《神話Online》灵茹、九天玄女
- 2013年《笑傲江湖Online》任盈盈
- 2014年《TERA Online》加奈拉
- 2015年《梦塔防S》貂蝉

#### 手機游戏
- 2015年《新仙剑奇侠传》阿奴
- 2019年《食物語》叉燒仔

## 外部連結
- 乔诗语的新浪微博
- 乔诗语在豆瓣上的资料（简体中文）